# Oliebol
De oliebol is een bolvormig gefrituurd gistdeeggerecht uit de Lage Landen. Oliebollen worden in Nederland traditioneel gegeten op oudejaarsavond. Gedurende de maanden rond de jaarwisseling (oktober t/m januari) worden ze daar op veel plaatsen in oliebollenkramen verkocht. Ze worden in deze kramen ook gebakken. Ook worden ze het hele jaar door verkocht op kermissen in Nederland en België. Oliebollen zijn vaak gevuld, meestal met krenten of rozijnen. Er kunnen ook andere ingrediënten worden toegevoegd, zoals appel, sukade, sinaasappelsnippers of room.
Een smoutebol is een soortgelijk gerecht in Vlaanderen. Ze worden in smout gebakken. Een smoutebol is doorgaans niet gevuld, vaak gebakken in ossenwit en bereid met bier of koolzuurhoudend water.

## Bereidingswijze
Het beslag wordt doorgaans gemaakt van bloem, eieren, gist, wat zout en lauwe melk of karnemelk. In plaats van gist wordt soms ook bier gebruikt, omdat hierin gist voorkomt. Het beslag dient een uur te rijzen, zodat de oliebol voldoende luchtig wordt. Oliebollen worden gemaakt door met twee lepels een hoeveelheid beslag in een pan met hete olie te laten vallen en de zo ontstane, min of meer bolvormige oliebol bruin te laten bakken. Met behulp van een ijsboltang is het ook goed mogelijk een mooi ronde oliebol te vormen. Oliebollen worden meestal met poedersuiker bestrooid.

## Oorsprong
De oorsprong van de oliebol is niet geheel duidelijk. Volgens Ineke Strouken van het Nederlands Centrum voor Volkscultuur zijn ze mogelijk voor het eerst in de middeleeuwen gebakken. Ze meent tevens dat de oorsprong ligt in wat nu Nederland is of dat ze er vlakbij voor het eerst gemaakt zijn.
Een andere, meer voor de hand liggende mogelijkheid is dat de oliebol (uiteindelijk) uit Portugal of Spanje stamt.
Spaanse en Portugese Joden, de zgn. Sefardim, die tijdens de Spaanse Inquisitie naar Nederland vluchtten zouden hun recepten hebben meegenomen. In Portugal at men destijds al iets wat op oliebollen lijkt: oliekoeken met (gedroogde) zuidvruchten. Er zijn nog meer redenen om een Sefardisch-Joodse oorsprong voor de oliebol aan te nemen. Van oudsher worden er voor de viering van de Chanoeka, die in de winter is, zoete deegbollen genaamd Sufganiyot (enkelv. Sufganiyah), gefrituurd en vaak koud geconsumeerd, wat sterk doet denken aan de Belgisch-Nederlandse oliebollentraditie rond de jaarwisseling. Alle benamingen die in het Nederlands bestaan voor in olie gebakken deegwaar dateren van de 16e eeuw en later, d.w.z. ná de verdrijving van de Sefardische Joden uit het Iberisch schiereiland ten gevolge van het Verdrijvingsedict uitgevaardigd in 1492. Zo wordt in de Vorsterman Bijbel van 1528 voor het eerst oliekoek aangetroffen, die waarschijnlijk niet toevallig, als vertaling van Hebreeuws ואשישה /'ăshı̂yshâh/  (1 Kronieken 16:3) dient. De 'ăshı̂yshâh wordt gewoonlijk geïdentificeerd als een baksel van krenten dat een rituele functie had.

## Van oliekoek naar oliebol

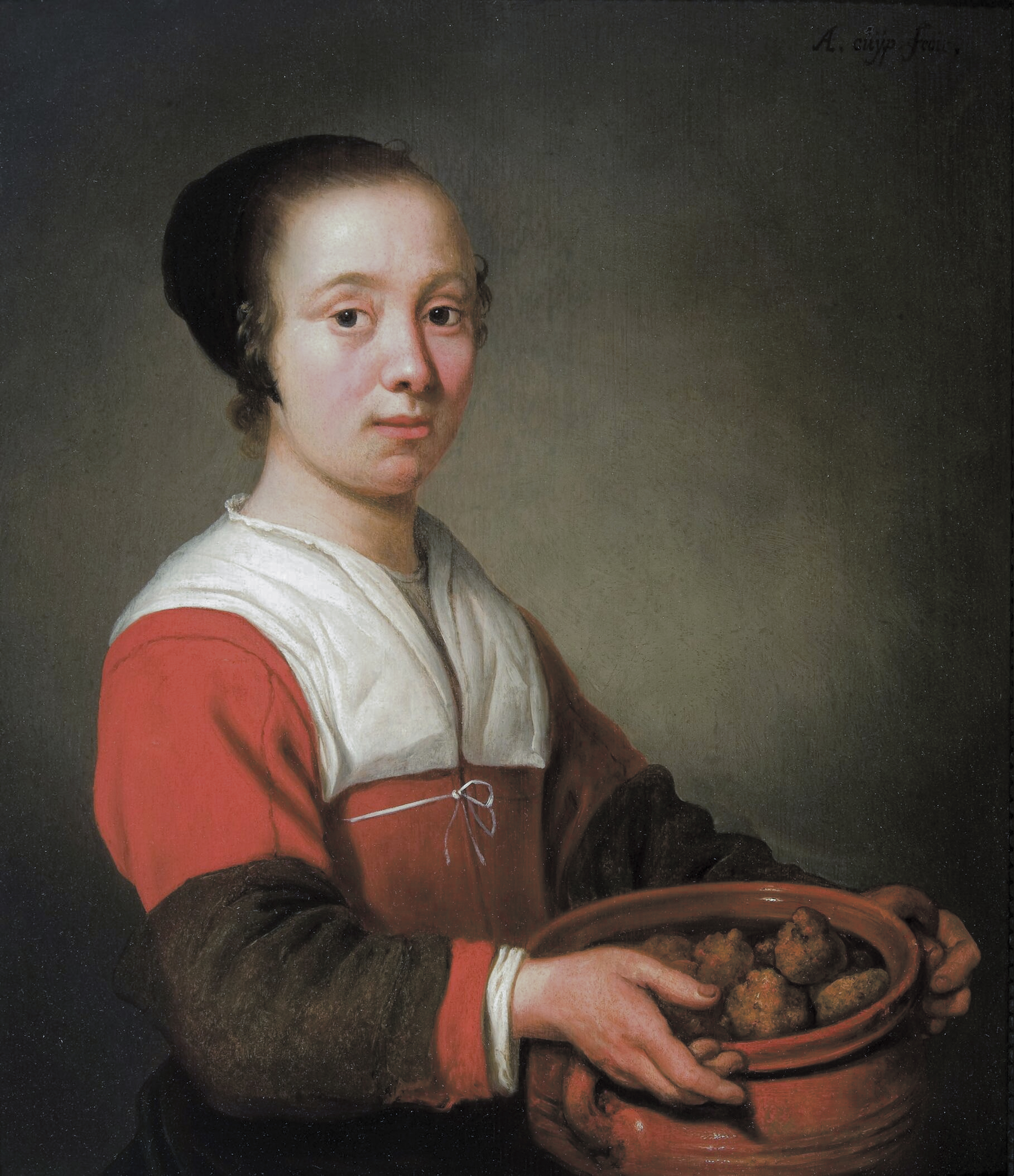
Jonge vrouw met een kookpot vol oliebollen (Cuyp, ca. 1652)

Eeuwenlang was de term oliekoek in gebruik voor wat nu de oliebol heet. De oliekoeken op een schilderij van Aelbert Cuyp uit ca. 1652 lijken veel op de hedendaagse oliebol. In die tijd werden ze in raapolie gebakken. In de loop van negentiende eeuw kreeg het woord oliebol steeds meer aanhang. In 1868 nam de Van Dale 'oliebol' op. Dat het toen echter nog geen algemeen gebruikte term was, blijkt uit het Woordenboek der Nederlandsche Taal (1896). Daarin wordt 'oliekoek' nog als meer gebruikelijke benaming genoemd. Vanaf begin twintigste eeuw wordt echter alleen nog over oliebollen gesproken.

Om Olie-koecken te backen (1668)
Neemt tot 2 pont Tarwe-meel / 2 pondt lange Rosijnen / als die schoon gewassen zijn / laetse in lauw water wat staen zwellen : een kop van de beste Appelen / schilt die en snijtse in heel kleyne stucken / de klockhuysen wel uyt gedaen / een vierendeel of anderhalf gepelde Amandelen / een loodt Caneel / een vierendeel loots witte Gember / een weynigh Nagelen dit wel onder een gestoten : een half kommeken gesmolten Boter / een groote lepel gist / en niet wel een pintjen lauwe Soetemelck / want het moet heel dick beslagen zijn dat het beslagh noch tay om de Lepel blijft / en dan alle het andere daer in geroert en soo laten opgaen / neemt daer toe een mengelen van de beste Raep-olie / doet daer in een korst broot een halve Appel / zetter op het vier en laet het uyt branden / keert het broot en Appel altemet om / tot het zwart en hart wort / gieter dan een schootien schoon water in / en laet het dan in de lucht kout worden / en daer naer weder op 't vier geset / als ghy die wilt gebruycken.

## Oliebollentest

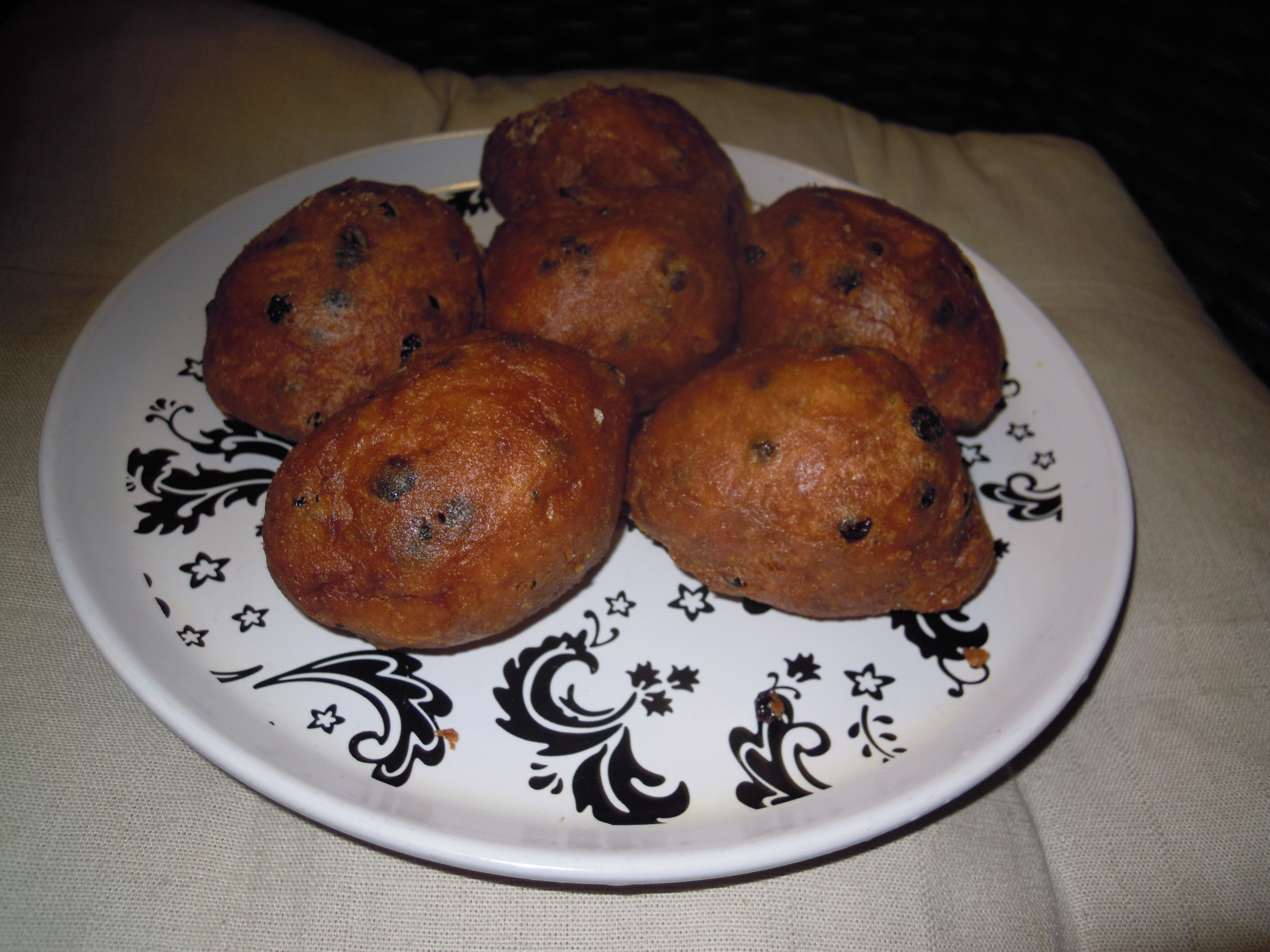
Winnende oliebollen uit de AD-Oliebollentest, van de kraam van Richard Visser uit Rotterdam

Tussen 1993 en 2017 organiseerde het Algemeen Dagblad de AD-Oliebollentest. Elk jaar werd aan de hand van steek- en smaakproeven beslist welke oliebollenbakker zich dat jaar in Nederland de beste zou mogen noemen. Sinds 2018 wordt er geen oliebollentest meer gehouden door het AD na ophef over de objectiviteit van de test. In plaats daarvan doet sinds 2018 een groep van 14 vrijwilligers de test onder de naam Oliebollentestonline. De uitslag van de test is sindsdien te vinden op hun site.